# Руска академия на естествените науки
 Тази статия е за Руската академия на естествените науки.  За алтернативната академия вижте Руска академия на науките.  
Руската академия на естествените науки (РАЕН, RANS) (на руски: Российская академия естественных наук) е общоруска обществена организация, създадена на 31 август 1990 г. в СССР. Според устава Руската академия на естествените науки е „творческо научно сдружение на естествени учени и хуманитаристи, предназначено да служи на развитието на науката, образованието и културата“.
Обществената организация „Руска академия на естествените науки“ няма нищо общо с Руската академия на науките и е критикувана от научната общност за това, че част от нейните членове са хора, които са далеч от науката, които нямат подходящо образование и признати научни трудове.
В момента RANS включва 24 централни секции, повече от 100 регионални и тематични отдела, изследователски центрове, обединени в осем блока, работещи в съответните области. През 1997 г. е създаден Арменският клон на Руската академия на естествените науки.
Гербът на организацията съдържа портрет на руския и съветски учен Владимир И. Вернадски.
Висш орган на управление на Академията е Конференцията. Президент – Олег Леонидович Кузнецов.

## История
Руската академия на естествените науки е създадена от Учредителния конгрес на 31 август 1990 г. в Москва като интердисциплинарна научна организация. Организатор и първи президент на Руската академия на естествените науки през 1990 – 1992 г. е Дмитрий Андреевич Минеев. Като член на Комисията за борба с псевдонауката на РАН и научен журналист Александър Сергеев отбелязва: „РАНС беше създадена по време на разпадането на СССР и беше първата забележителна недържавна академия“.
През юли 2002 г. Обществената организация „Руска академия на естествените науки“ получава статут на неправителствена организация с консултативен статут към ECOSOC на ООН. Този статут предполага достъп до документи на ООН и участие в конференции и консултации, провеждани от ECOSOC, но „не означава включването му в системата на ООН и не дава на такава организация или нейни служители право на каквито и да е привилегии, имунитет или специален статут“.
Основният печатен орган на Руската академия на естествените науки е Бюлетинът на Руската академия на естествените науки. Това издание, номер 107, е включено в списъка на списанията на Висшата атестационна комисия с посочване на импакт фактора на Руския индекс за научно цитиране. Списанието е регистрирано в Министерството на печата, радиоразпръскването и масовите комуникации на Руската федерация и излиза четири пъти годишно от 2001 г. насам в тираж от 1000 екземпляра.

## Критика
Редица академици и служители на Руската академия на науките, включително Ю. Н. Ефремов, Ю. С. Осипов и В. Л. Гинзбург, критикуват Руската академия на естествените науки за това, че някои от нейните членове са хора, които са далеч от наука, които нямат подходящо образование и признати научни трудове По-специално, академикът на Руската академия на науките Е. П. Кругляков отбелязва:
Тази академия е известна с факта, че освен наистина почитани и уважавани учени има мошеници.
Нобеловият лауреат академик В. Л. Гинзбург вярва:
Руската академия на естествените науки е пълен фалшификат, това е доброволна организация, в която отиват онези, които не са били избрани в Руската академия на науките или в други истински академии.
RANS е критикуван, че продава членство в своята академия без подходящо тестване на знанията.
През 2017 г. Михаил Гелфанд отбеляза, че Руската академия на естествените науки „първоначално е създадена от много силни учени и на добра основа, а след това се е изродила в нещо ужасно“.

## Други факти
Бившият президент на Руската академия на науките Ю. С. Осипов отбеляза:
Преди година президиумът на Руската академия на науките призова своите членове, които са членове на съмнителни академии, да ги „напуснат“. Много не го направиха. И сега кой проповядва торсионни полета ? Руска академия на естествените науки!
Академикът на Руската академия на науките Е. П. Велихов отклони поканата да се кандидатира за Руската академия на естествените науки, преди тази академия официално да отговори на въпроса: счита ли Руската академия на естествените науки за приемливо да подкрепя учени, които предлагат да извличат енергия от вакуум? Според академика на Руската академия на науките Е. П. Кругляков отговор няма.
През януари 2006 г. академията награждава със званието „почетен член“ Рамзан Кадиров. Кадиров по това време е вицепремиер на Чечения, а в следващите години ще стане известен с изявленията си, че е „[готов да] изпълнява всяка военна заповед на върховния главнокомандващ на Русия Владимир Путин“, наричайки се негов „пехотинец“, както и с безмилостното смазване на всички форми на несъгласие в Чеченската република и предполагаемо организиране и дори участие в множество нарушения на човешките права като отвличания, изтезания и убийства. За връчването на дипломата за академик и съответстващ сребърен знак, посещение в Чечения прави един от 18-те вицепрезиденти на академията, А. В. Лагуткин. В интервюто си за списание Esquire покойният академик В. Л. Гинзбург коментира: „Когато Рамзан Кадиров получава званието академик на Руската академия по естествени науки, това ме кара да се смея и да се натъжавам. Кой е академик?
В реч по радиото „Ехото на Москва“ С. П. Капица коментира приемането на Р. А. Кадиров в Руската академия на естествените науки:
„Аз се противопоставих на този случай по най-категоричния възможен начин, имах разговор с председателя на Президиума на Академията, те знаят моята гледна точка, не съм я крил, дори имах желание да изляза от тази Академия, но си помислих, че е по-добре да съм и да се занимавам с такива неща вътре в академията, отколкото да се правя на чист и да не се забърквам в този случай. Но аз не крия своята гледна точка. Единственото, което мога да кажа е, че президентът ми каза, че е взел това решение под голям натиск.“.
През 1995 г. създателят на социониката Аушра Аугустинавичуте е награден с диплома на Руската академия по естествени науки за откритието и медал на името на Пьотър Капица.
През 2006 г. известният руски писател и публицист Николай Левашов е награден с медала на RANS „За изключителни научни постижения в областта на ноосферните технологии“. 
RANS включва автономната организация с нестопанска цел „Научно-изследователски институт по атеросклероза на Руската академия на естествените науки“, която е критикувана в отворено писмо до президента на Руската федерация Д. А. Медведев, което е подписано от 540 учени.
Дякон Андрей Кураев намира подкрепа за католическата пропаганда в действията на Руската академия на естествените науки:
„Когато беше обявено създаването на богословска секция в Руската академия на естествените науки, бях озадачен: защо „естествените учени“ имат нужда от богословие? Но след като прочетох списъка на онези, които получиха правото да се подпишат с внушителната титла „академик“, всичко стана по-ясно. Беше умен ход да се увеличи силата на католическата пропаганда в Русия. Богословската секция на Руската академия на естествените науки включваше само католици и филокатолици: Георгий Чистяков, Валентин Никитин и много по-уважаваният от мен Ю. Шрайдер (по-уважаван преди всичко, защото, за разлика от колегите си, той е открит католик)“.